# Comuna Saskahanske, Krînîcikî
Saskahanske (în ucraineană Саксаганське; în trecut, Jovtneve, în ucraineană Жовтневе) este o comună în raionul Krînîcikî, regiunea Dnipropetrovsk, Ucraina, formată din satele Bojedarivka, Saskahanske (reședința) și Teplivka.

## Demografie
Componența lingvistică a satului Saskahanske
     Ucraineană (93,96%)
     Rusă (4,95%)
     Alte limbi (0,48%)
Conform recensământului din 2001, majoritatea populației satului Saskahanske era vorbitoare de ucraineană (93,96%), existând în minoritate și vorbitori de rusă (4,95%).